# Тасеевский район
Тасе́евский район — административно-территориальная единица (район) и муниципальное образование (муниципальный район) в восточной части Красноярского края России.
Административный центр — село Тасеево, в 340 км к северо-востоку от Красноярска.

## География
Площадь территории района — 9923 км². Граничит на востоке с Богучанским и Абанским районами, на юге с Дзержинским и Сухобузимским районами, на западе с Большемуртинским и Казачинским районами, на севере с Мотыгинским районом.

## История
Образован 4 апреля 1924 года.
Год образования:  1924 г 
Географическое положение:  Восточная  часть Красноярского края 
Удаленность от Красноярска:  340 км
Площадь территории:  9923 кв.км.
Численность населения: 14785  
Число сельсоветов:  8
Всего населенных пунктов:  28
Тасеевский район расположен в северном полушарии по отношению к экватору и в восточном полушарии по отношению к начальному меридиану. Расстояние до начального меридиана составляет 8000 км, до экватора 6450 км, а до северного полюса – 3750 км. Район расположен на материке Евразия, в северо – восточной части Азии. Район расположен на правом берегу Енисея, на Приангарском Ангаро-Чунском плато Среднесибирского плоскогорья, крайний запад занят низкогорным Енисейским кряжем, юго-запад находится в северной части Канско-Рыбинской котловины. Тасеевский район относится к группе Восточных территорий Красноярского края, с транссибирской железной дорогой (г. Канск) связан автодорогой республиканского значения Канск- Тасеево-Троицк. С другими регионами связи не имеет.
Райцентр село Тасеево – в 340 км от краевого центра. Район граничит с Абанским, Дзержинским, Большемуртинским, Сухобузинским, Мотыгинским, Богучанским районами Красноярского края. Большая часть района расположена в таежной и подтаежной местностях. Район имеет обильную речную сеть. Наиболее крупные реки Тасей, Бирюса, Усолка. Основной вид сообщения - это дороги. 
Природа Тасеевского района относительно однородна Тинично подтаежный район. Сельскохозяйственно освоенная часть находится в прохладном, недостаточно увлажненном агроклиматическом районе. Природные ресурсы: лес, поваренная соль, уголь, гипс.
Заселение Тасеевского района русскими началось с первой половины XVII века. Это было связано с присоединением к Русскому государству в 1620-х годах приангарских тунгусов (эвенков) и авасов, обитавших по притоку Ангары – р. Тасеевой. Особенно упорно вел борьбу с проникновением русских тунгусский князец Тасей.
В 1628 году  сотник П. Бекетов в устье реки Рыбной разгромил «немирных» тунгусов. В 1641 году возникло Усолье (современное с. Троицк). Его основание связано с открытием в низовьях реки Усолки соляных источников. Здесь в 1642 году енисейские посадские люди Алексей и Иван Жилины построили соляную варницу, в 1670-х годах наследники Жилина продали ее вместе с окрестнми землями Туруханскому Троицкому монастырю.
Усолье стало монастырской вотчиной и получило название Троицкое Усолье. (Троицкий ользавод). В 1764 г. в связи с проведением секуляризации церковных вотчин Троицкий сользавод поступил в распоряжение казны. В 1767 г. на сользаводе была построена варница «Горняк» (к настоящему времени утрачена, сгорела в 1986 г.) Уже в XVII- XVIII вв. сользавод снабжал солью весь Приенисейский край.
В 1640 году на р. Усолке был построен Тасеевский острог (ныне с. Тасеево), который стал оборонительным рубежом на северо-востоке Приенисейского округа. В 1641 г. возникло Усолье (ныне с. Троицк). Его основание связано с открытием в низовьях реки Усолки соляных источников. Сользавод – старейшее промышленное предприятие края. В XVII – XVIII вв. он снабжал солью весь Приенисейский край, прекратив доставку из Тобольска. На Троицком сользаводе использовалась рабочая сила каторжан, среди которых были и политические, оказавшиеся здесь за антиправительственную деятельность. В тяжелейших условиях жили и трудились узники троицкого сользавода. А троицкая соль, белоснежная, высококачественная, добываемая экологически чистым способом выпаривания из рассола, доставлялась из далекой Сибири даже к царскому столу. У историка А. Н. Копылова мы находим свидетельства того, что кроме выварки и продажи соли, ради которой Жилин забросил пушной промысел, он вел разработку слюды, поиски железа, меди, золота".
В XVIII в. территория района входила в состав Тасеевского присуда, преобразованного в 1789 году в Тасеевское комиссарство (в дальнейшем волость). В 1820 –ых годах Тасеевская волость вошла в состав Канского округа Енисейской губернии.
В дореволюционный период основным занятием волости было земледелие, скотоводство. Важную роль в жизни крестьян играла охота на соболя. Были развиты различные промыслы (кузнечное дело, выделка обуви, кожевенный промысел и другие). В XIX – начале XX века Тасеевский район, как и Сибирь в целом, служит местом политической ссылки. В Тасеево отбывали здесь ссылку декабристы К.Г. Игельстром  (с февраля 1833 по 16 июля 1835 года), и Д.А. Щепкин-Ростовский (с 10 июля 1839 г. по сентябрь 1842 года). С 18 февраля по июль 1899 года в с. Троицком жил на поселении декабрист П.К. Фаленберг. С мая 1898 г. по январь 1899 года находился в ссылке В.А. Сильвин, соратник В.И. Ленина по «Союзу борьбы за освобождение рабочего класса». В период до первой российской революции в волостном центре и волости насчитывалось до 350 административно ссыльных. В октябре - ноябре 1909 г. в селах Сухово и. Тасеево жил, находясь в ссылке, Ф.Э. Дзержинский, но Железный Феликс отсюда очень быстро сбежал. 
Они не могли жить — и не жили! — замкнутой сектой. Общались с тасеевцами, о жизни беседовали. К ним прислушивались. Не удивительно, что уже в 1917 году Тасеевская организация РСДРП (б) — в глухом сибирском селе! — объединяла около 100 человек. Возглавлял комитет П. И. Денисов.
После октябрьской революции в Тасеевской волости был сформирован отряд Красная Гвардии, образован волостной ревком, созван Тасеевский волостной съезд Советов. После временного падения советской власти летом 1918 года Тасеевская большевистская партийная организация, уйдя в подполье, стала готовить вооруженное восстание против белогвардейцев, которое началось в Тасееве ночью 28 декабря 1918 года. Советская власть в с. Тасеево была восстановлена, избран временный военно-революционный штаб во главе в В.Г. Яковенко, командующим войсками назначили Ф.А. Астафьева. Вскоре советская власть была восстановлена на всей территории района. В декабре 1918 г. возникла Тасеевская партизанская республика, образовался Северо-Канский партизанский фронт. Тасеевская партизанская республика действовала с декабря 1918 по 1920 г. В ее состав входило 11 северных волостей Каннского уезда с населением 85 тысяч человек с центром в селе Тасеево.  В феврале 1919 года в бою под Тасеевом партизанами была одержана победа над крупным отрядом колчаковцев. В июне 1919 года против тасеевских партизан были брошены еще более крупные силы колчаковцев. Партизанская армии с семьями и беженцами была вынуждена оставить Тасеево и отойти вглубь тайги. 28 июня в боюу деревни Кайтым партизаны, разгромив большой отряд белогвардейцев, отошли на р. Она (Бирюса). В июле ими быо освобожден ряд населенных пунктов на правобережье р. Усолка, а в сентябре – с. Тасеево. В ноябре 1919 года партизанская армия перешла в решительное наступление против колчаковцев и в январе 1920 года вступила в Канск. Возникла республика не на пустом месте — вся северная часть Канского уезда была местом ссылки, и местные революционные организации вышли из подполья сразу после Октябрьской революции. Кстати, в отличие от своих коллег из Заманья — красных партизан Баджейской республики, тасеевцы приняли Устав из 23 пунктов, на основании правил которого действовали партизанские отряды Северо-Канского фронта. Всего с декабря 1918 г. по январь 1920 года партизаны Северо-Канского фронта провели 58 крупных бов, уничтожили и взяли в плен свыше 10 тыс. человек белогвардейцев. Тасеевцы также выпускали свою газету «Военные известия». Тасеевская республика стала той силой, которая изрядно ослабила отступающую армию Колчака — памятники времен Гражданской войны есть во многих деревнях Тасеевского района, а материальные свидетельства тех тяжелых лет можно и сегодня увидеть в музее райцентра.
После окончания гражданской войны в 1920-х годах в районе возникло 6 коммун, к началу 30-х годов образовалось свыше 20 колхозов. В 1925 году на Троицком сользаводе (с. Троицк) была пущена в эксплуатацию солеварница «Партизан», в 1944 году – варница «Победа» (сгорела в 1967 году).
В годы Второй мировой войны из Тасеевского района на фронт ушло 5333 человека. На полях трудились старики, женщины, дети. Сами жили впроголодь, но подписывались на военный заем, а в 1943 году внесли на строительство танковой колонны «Красноярский колхозник» 824507 тысяч рублей. Многие воины-тасеевцы храбро сражались на фронах Великой Отечественной войны, а четырем нашим землякам за боевые подвиги присуждено звание Героев Советского Союза: Михаилу Матвеевичу Норышеву, Василию Тимофеевичу Карпачеву, Филиппу Александровичу Усачеву, Ивану Семеновичу Пономареву. 2558 жителей Тасеевского района, призванных на фронт сложили там свои головы. 9 мая 1978 года в центре Тасеева сооружен мемориал в память воинов-освободителей.
Сейчас мы отправляемся в путь по асфальтовой дороге, соединившую Тасеево – Канск в 1988 году, а старожилы помнят, сколько времени затрачивали для поездки Тасеево – Канск еще в начале прошлого века. Не меньше трех дней проходило в дороге, а если был дождь, и того больше. 
Тасеевская волость была связана с другими районами Енисейской губернии водным путем и проселочными дорогами. Волость развивалась, строились деревни и села, увеличивалось ее население, росли грузоперевозки.
При Екатерине II от Тасеева до Казачинска был построен тракт для гужевого транспорта. Немного позднее проложен тракт Тасеево – Канск.
Через всю Енисейскую губернию в Тасеевкую волость тянулся каторжный тракт, по которому под конвоем, бряцая кандалами, брели ссыльные на каторгу и в ссылку. Они не шли, а их гнали под силой оружия в Троицкий сользавод. А ссыльных без кандалов отправляли на поселение по всей Тасеевской волости.
Тысячи каторжан и ссыльных прошли по Канскому и Казачинскому трактам в Тасеевскую волость, многие не доходили до места назначения и умирали в пути. Другие, истощенные и больные, умирали от непосильного, изнурительного труда в Троицком сользаводе, не дождавшись освобождения.
Со времени появления на Енисее пароходов и прокладки железнодорожной магистрали тракт Казачинск – Тасеево пришел в плохое состояние и потерял свое былое значение. Но в 1910-1914гг., во время столыпинской реформы, когда шло переселение крестьянства в восточные районы, переселенцы, осваивая новые земли и продвигаясь вглубь тайги, восстанавливали тракт. В Тасеевской волости около тракта были построены деревни Вершино-Яковлево, Высокая. В дальнейшем эта дорога была заброшена и пришла в негодность. 
В начале XX века на территории Енисейской губернии были проложены три крупных грунтовых магистрали. Это – Московский тракт, проложенный в середине XVIII века для перевозки грузов и почты, протяженностью около тысячи километров. На север от города Ачинска до Енисейска был проложен Ачинский тракт, а от Красноярска до Енисейска – третий, Енисейский тракт. Эти тракты имели большое хозяйственное значение.
В годы Гражданской войны на территории Тасеевского района существовала Тасеевская партизанская республика.

## Население
| 2002    | 2009    | 2010    | 2011    | 2012    | 2013    | 2014    |
| ------- | ------- | ------- | ------- | ------- | ------- | ------- |
| 15 275  | ↘13 663 | ↘13 255 | ↘13 176 | ↘12 934 | ↘12 701 | ↘12 406 |
| 2015    | 2016    | 2017    | 2018    | 2019    |         |         |
| ↘12 131 | ↘11 892 | ↘11 632 | ↘11 508 | ↘11 311 |         |         |

## Административное устройство
В рамках административно-территориального устройства район включает 8 административно-территориальных единиц — 8 сельсоветов.
В рамках муниципального устройства, в муниципальный район входят 8 муниципальных образований со статусом сельских поселений.:
| № | Сельские поселения     | Административный центр | Количество населённых пунктов | Население | Площадь, км2 |
| - | ---------------------- | ---------------------- | ----------------------------- | --------- | ------------ |
| 1 | Вахрушевский сельсовет | село Унжа              | 4                             | 333       | 2597,21      |
| 2 | Веселовский сельсовет  | село Веселое           | 2                             | 395       | 1459,43      |
| 3 | Сивохинский сельсовет  | село Сивохино          | 4                             | 705       | 844,44       |
| 4 | Суховский сельсовет    | село Сухово            | 6                             | 1032      | 679,77       |
| 5 | Тасеевский сельсовет   | село Тасеево           | 4                             | 7459      | 774,99       |
| 6 | Троицкий сельсовет     | село Троицк            | 2                             | 648       | 1850,58      |
| 7 | Фаначетский сельсовет  | село Фаначет           | 3                             | 561       | 1241,52      |
| 8 | Хандальский сельсовет  | село Хандала           | 2                             | 499       | 162,33       |

### Населённые пункты
В Тасеевском районе 27 населённых пунктов.
В сносках к названию населённого пункта указана административно-территориальная принадлежность

| Тасеево  | ↘6664 |
| Сухово   | 854   |
| Троицк   | 582   |
| Фаначет  | 473   |
| Сивохино | 447   |
| Веселое  | 400   |
| Хандала  | 370   |
| Бакчет   | 243   |
| Унжа     | ↘197  |
| Лужки    | 195   |

| Караульное | 161 |
| Корсаково  | 159 |
| Лукашино   | 126 |
| Вахрушево  | 123 |
| Луговая    | 116 |
| Ялай       | 112 |
| Струково   | 100 |
| Мурма      | 98  |
| Скакальная | 85  |
| Бартанас   | 68  |

| Буровой       | 62 |
| Щекатурово    | 46 |
| Усть-Кайтым   | 45 |
| Новобородинка | 43 |
| Бурмакино     | 42 |
| Данилки       | 39 |
| Верх-Канарай  | 31 |

Упразднённые населённые пункты:
- 2005 год — село Среднее[29]
- 2021 год — деревня Глинная[30].

## Местное самоуправление
Тасеевский районный Совет депутатов
Дата формирования: 13.09.2020. Срок полномочий: 5 лет. Состоит из 20 депутатов.
Фракции
| Фракция             | Кол-во депутатов |
| ------------------- | ---------------- |
| Единая Россия       | 7                |
| ЛДПР                | 1                |
| КПРФ                | 3                |
| Справедливая Россия | 9                |

Председатель
- Варанкин Сергей Евгеньевич

Глава Тасеевского района
- Дизендорф Константин Константинович